# II. Balša zetai fejedelem
II. Balša (albánul II. Balsha, † Savër, 1385. szeptember 18.) montenegrói uralkodó, zetai fejedelem, a Balšić-ház tagja.
I. Balša legifjabb fiúgyermekeként bátyja, I. Đurađ halála után 1378. január 13-án foglalta el Zeta trónját. Uralma jóformán csak Skadarra és a zetai partvidék egy részére terjedt ki, de aztán vazallusaivá tette az észak-albániai Muzaka és Dukagjini földbirtokos családokat. Szintén leverte a törekvéseikben a Velencei Köztársaság által támogatott, hatalmára törő Đurašević és Crnojević családokat. 1382-ben háborút kezdeményezett sógora, Karl Topia albán herceg ellen Durazzo birtoklásáért, s még abban az évben el is foglalta a várost, s birodalma határait kiterjesztette a mai Himaráig. 1385-ben azonban Topia – I. Murád támogatásával, a Hajreddin pasa vezette török sereg segédletével – Myzeqe vidékén, Savër mellett szétkergette seregét, s maga II. Balša is elesett a csatamezőn. Topi visszafoglalta Durazzót, s Balša özvegye, Kominia csak Valona és Himara felett tudta megőrizni a hatalmat.
Lásd még: Albánia történelme